# 10633 Akimasa
10633 Akimasa è un asteroide della fascia principale. Scoperto nel 1998, presenta un'orbita caratterizzata da un semiasse maggiore pari a 2,4576994 UA e da un'eccentricità di 0,0910758, inclinata di 7,23400° rispetto all'eclittica.
È dedicato all'astronomo giapponese Akimasa Nakamura, prolifico cacciatore di asteroidi.